# 岡山四国共和
岡山四国共和株式会社（おかやましこくきょうわ）は かつて存在した、医薬品、その他日用品の総合卸商社である。本社を岡山県岡山市中区国富に置いていた。
2011年5月に広島共和物産株式会社に吸収合併された。

## 沿革

### 岡山共和物産
- 1949年（昭和24年）- 岩川只一が岡山市中納言町に石鹸の製造販売会社として岡山石鹸株式会社を設立。
- 1965年（昭和40年）- 岡山市国富590に本社移転。
- 1968年（昭和43年）- 西日本共和物産株式会社を設立。
- 1973年（昭和48年）- 岡山共和物産株式会社に商号変更。
- 1975年（昭和50年）- コンピュータを導入。
- 1976年（昭和51年）- 岡山市古都南方3700に本社・物流センター新築移転。
- 1979年（昭和54年）- 西日本共和物産の事業本部を広島市西区商工センター1丁目3番22号に新築移転。
- 1983年（昭和58年）- 株式会社岡山の全株式を取得し、100％子会社化。
- 1986年（昭和61年）- 岡山市古都南方3700に物流センターを増設。
- 1991年（平成3年）- 商流部門を「国富サムシング」に移転。
- 1993年（平成5年）- 年商101億円。
- 1994年（平成6年）- 有限会社高杉茂商事を吸収合併。
- 1995年（平成7年）- 九州・近畿･中四国の「明和・共和グループ」20社で運営する広域流通企業である株式会社ジャパンサービスの事務局を当社に移転。
- 1997年（平成9年）- 西日本共和物産および九州明和が合併し、西日本共和を設立。
- 2000年（平成12年）- 四国共和物産および徳島共和物産との3社統合を発表。

### 徳島共和物産
- 1951年（昭和26年）- 大西満が、薪、炭、粘石鹸を取り扱う店舗を徳島県小松島市日峰通に創業。
- 1963年（昭和38年）- 石鹸日用品卸の株式会社大西商店を設立。本社を小松島市横須町11番13号に新築移転。
- 1973年（昭和48年）- 本社を小松島市横須町3番7号に新築移転。
- 1986年（昭和61年）- 西日本共和物産グループに加盟。
- 1989年（平成元年）- 徳島共和物産株式会社に商号変更。
- 1995年（平成7年）- 本社を徳島市東沖洲2丁目43番3へ移転。

### 四国共和物産
- 1947年（昭和22年）- キングソース株式会社設立。
- 1973年（昭和48年）- 西日本共和物産グループに加盟。
- 1981年（昭和56年）- キングソースの日用品・雑貨部門を分離し、ケンショー高知共和物産株式会社を設立。
- 1988年（昭和63年）- 香川出張所を開設。
- 1991年（平成3年）- 株式会社菱食（現・三菱食品）と業務提携し、四国ケンショー株式会社に商号変更。
- 1996年（平成8年）- 菱食高松支店の直販部門、および愛媛リョーショク・徳島リョーショクを吸収合併し、株式会社四国リョーショクに商号変更。
- 1996年（平成8年）- 四国共和物産株式会社を設立。四国リョーショク高知支社の日用品・雑貨部門および愛媛共和物産株式会社を吸収合併。

### 岡山四国共和
- 2001年（平成13年）4月1日 - 岡山共和物産、四国共和物産、徳島共和物産が合併し、岡山四国共和株式会社を設立。
- 2004年（平成16年）6月 - キャリテック株式会社との共同出資により、中四国キャリテック株式会社を設立。
- 2007年（平成19年）4月 - 中四国キャリテックとの物流委託契約を解消し､物流作業を自社運営に変更。四国の2物流拠点を三豊市に統合し、合わせて香川支店を四国物流センター隣に移転。新物流システムが稼動。
- 2011年（平成23年）
  - 2月 - 広島共和物産株式会社に全株式を売却し、同社の子会社となる。
  - 5月1日 - 広島共和物産と合併し、解散。

## 会社概要
- 設立：2001年（平成13年）4月1日
- 資本金：2,000万円
- 代表取締役社長：川部誠
- 従業員数：330名

## 営業所
- 本社（岡山支社）- 岡山県岡山市中区国富1-16-10
- 香川支店 - 香川県三豊市三野町大見1610
- 高知支店 - 高知県高知市北川添24-10
- 徳島支店 - 徳島県徳島市東沖洲2-43-3　マリンピア沖洲
- 愛媛支店 - 愛媛県東温市南方2222-2
- 岡山DC - 岡山県岡山市東区古都南方3700
- 四国DC - 香川県三豊市三野町大見1610